# Tricyphona fuscostigmata
Tricyphona (Tricyphona) fuscostigmata là một loài ruồi trong họ Pediciidae. Chúng phân bố ở vùng Indomalaya.